# Hans-Peter Junker
Hans-Peter Junker (* 30. Juni 1964 in Offenburg) ist ein deutscher Journalist. Er war von 2008 bis 2020 Chefredakteur von View und ist seit 2018 stellvertretender Chefredakteur sowie seit 2019 Redaktionsleiter von Gala.
Junker war nach seinem Studium an der Deutschen Journalistenschule in München Reporter, Redakteur und stellvertretender Reportage-Chef bei der Münchner Abendzeitung, Chefreporter bei der Bunten und Kultur- und Unterhaltung-Chef der Zeitschrift Tango. 1997 wurde er stellvertretender Kultur- und Unterhaltung-Chef vom Stern und 2001 dort Nachrichtenchef. Zusätzlich entwickelte er 2005 gemeinsam mit Tom Jacobi die Zeitschrift View, deren Chefredakteur er 2008 wurde. Im März 2013 wurde er Stellvertreter des neuen Stern-Chefredakteurs Dominik Wichmann. Als Wichmann zum 1. Oktober 2014 von Christian Krug abgelöst wurde, verließ auch Junker die Redaktion des Sterns. Zusätzlich zu seiner Tätigkeit als Chefredakteur von View wurde er im Februar 2018 stellvertretender Chefredakteur von Gala und im Dezember 2019 außerdem Redaktionsleiter. Im Juli 2020 legte er seinen Posten als Chefredakteur von View nieder.
Seit 2009 hat er regelmäßig zur Jahresrückblick-Ausgabe der ProSieben-Sendung Galileo Big Pictures die drei besten, von Zuschauern zugesandten Bilder des Jahres gekürt. 